# Steriphodon bedeli
Steriphodon bedeli là một loài bọ cánh cứng trong họ Anthicidae. Loài này được Abeille de Perrin miêu tả khoa học năm 1894.